# Val-de-Charmey
Val-de-Charmey est une commune suisse du canton de Fribourg, située dans le district de la Gruyère.

## Histoire
La commune a été fondée le 1er janvier 2014, à la suite de la fusion des anciennes communes de Cerniat et de Charmey.

## Géographie
Val-de-Charmey est limitrophe de Bas-Intyamon, Botterens, Broc, Châtel-sur-Montsalvens, Corbières, Crésuz, Grandvillard, Gruyères, Hauteville, Jaun, La Roche, Planfayon et Plasselb ainsi que Château-d'Œx et Rougemont dans le canton de Vaud et Saanen dans le canton de Berne.

## Patrimoine
Logé dans un chalet du XVIIe siècle siècle, le musée de Charmey invite à découvrir l’expression artistique contemporaine et le patrimoine régional. Le bois, la terre et le papier sont ses matériaux de prédilection. Le musée est connu internationalement pour sa Triennale du papier fondée en 1993.
La chartreuse de La Valsainte, dédiée à Notre-Dame de l'Assomption, seule chartreuse existante sur le territoire suisse, fondée en 1295 et reconstruite en 1863-1868.

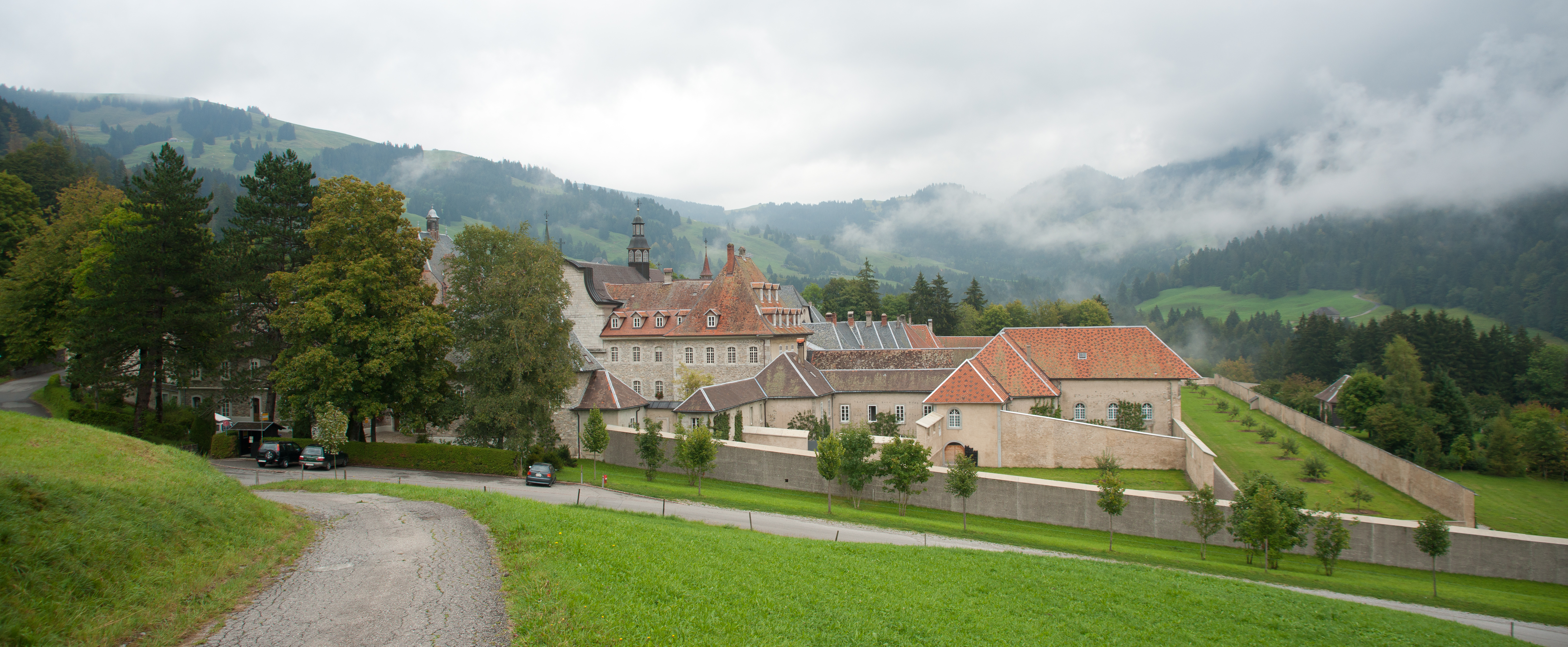
La chartreuse de La Valsainte.